# Tanque T54 (Estados Unidos)
El T54 fue una serie de prototipos de tanques estadounidenses de la década de 1950 equipados con tres torretas distintas, todas ellas armadas con un cañón de 105 mm, montadas sobre un chasis de M48 Patton. El T54 original tenía una torreta convencional con un cargador automático, mientras que la torreta del T54E1 era un modelo oscilante con cargador automático y la del T54E2 era convencional y alojaba un cargador humano. La torreta del T54E1 era similar a la del T69 debido a su diseño oscilante y al hecho de alojar una tripulación de tres y un cargador automático con un tambor de 9 proyectiles debajo del cañón. El desarrollo del T54E1 fue abandonado en 1956 y el proyecto completo fue cancelado en 1957 a favor del T95.

## Desarrollo
En diciembre de 1950, la Guía de Desarrollo de Equipos para el Ejército recomendó el inicio del desarrollo de un cañón de tanque de 105 mm. Para el 6 de julio de 1951, la Minuta del Comité Técnico de Armamento 33842 oficialmente inició el desarrollo del proyecto con dos vehículos nuevos designados como cañón de tanque T54 105 mm y cañón de tanque T54E1 105 mm. El cañón T140 de 105 mm del T54 era una versión ligera del cañón T5E2 del mismo calibre, que era el armamento principal del tanque pesado T29. Diseñado para emplearse con un cargador automático, sus cierres estaban montados al revés y empleaban proyectiles unitarios. Cuando fue modificado para emplearse en la torreta oscilante del T54E1, el cañón fue designado como T140E2 105 mm.

## Variantes
- T54: armado con un cañón T140 de 105 mm con cargador automático, montado en una torreta convencional.[3]
- T54E1: armado con un cañón T140E2 de 105 mm con cargador automático, montado en una torreta oscilante.[3]
- T54E2: armado con un cañón T140E3 de 105 mm sin cargador automático, montado en una torreta convencional.[4]